# Ruslan Așuraliev
Ruslan Așuraliev (n. 20 februarie 1950, Mahaci-Kala, RSFS Rusă, URSS – d. 27 noiembrie 2009, Mahacikala, Daghestan, Rusia) a fost un luptător sovietic, medaliat olimpic. A participat la 2 ediții ale Jocurilor Olimpice (1972, 1976) în care a câștigat o medalie de bronz.